# (35134) 1992 RE
1992 أر إي (ويعرف أيضًا باسم (35134) 1992 أر إي وفق تسمية الكوكب الصغير) (بالإنجليزية: 1992 RE)‏ هو كويكب ضمن حزام الكويكبات؛ وترتيبه 35134 من حيث الاكتشاف.
اكتُشف هذا الجُرم الفلكي بواسطة روبرت إتش ماكنوت في 4 سبتمبر 1992.

## وصلات خارجية
- (35134) 1992 RE في قاعدة بيانات مختبر الدفع النفاث لأجرام النظام الشمسي الصغيرة

- الاكتشاف · مخطط المدار ·  العناصر المدارية · المعلمات المادية

- (35134) 1992 RE على موقع ويكي سكاي: DSS2, SDSS, GALEX, IRAS, Hydrogen α, X-Ray, Astrophoto, Sky Map, Articles and images